# کاغذنگر
کاغذنگر (به انگلیسی: Kaghaznagar) یک منطقهٔ مسکونی در هند است که در Komaram Bheem district واقع شده‌است.

## خصوصیات
کاغذنگر ۵۷٬۵۸۳ نفر جمعیت دارد و ۱۷۴ متر بالاتر از سطح دریا واقع شده‌است.